# Strictly Inc.
Strictly Inc. je studiové album anglického skladatele a klávesisty britské hudební skupiny Genesis Tonyho Bankse ve spolupráci se zpěvákem skupiny Wang Chung Jackem Huesem. Vydáno bylo v roce 1995 vydavatelstvím Virgin. Album bylo nahráno ve studiu The Farm, Surrey. Závěrečná píseň An Island In The Darkness je nejdelší skladba sólové kariéry Tony Bankse, má přes 17 minut.

## Seznam skladeb
Autorem všech skladeb je Tony Banks.
| Pořadí | Název                      | Délka |
| ------ | -------------------------- | ----- |
| 1.     | Don't Turn Your Back On Me | 3:59  |
| 2.     | Walls Of Sound             | 5:07  |
| 3.     | Only Seventeen             | 4:57  |
| 4.     | The Serpent Said           | 5:28  |
| 5.     | Never Let Me Know          | 6:20  |
| 6.     | Charity Balls              | 4:38  |
| 7.     | Something To Live For      | 5:17  |
| 8.     | A Piece Of You             | 4:47  |
| 9.     | Strictly Incognito         | 5:05  |
| 10.    | An Island In The Darkness  | 17:21 |

## Hudebníci
- Tony Banks – klávesy
- Jack Hues – zpěv, kytary
- John Robinson – bicí
- Daryl Stuermer – kytary
- Nathan East – basa

## Přijetí
"Co se dá v kostce o albu Strictly Inc. říci? Bylo by jistě neopodstatněné tvrdit, že bez skladby "An Island In The Darkness" jde o album průměrné. To opravdu ne. Je zde mnoho skutečně silných hudebních momentů. Hlas Jacka Huese je vynikající a perfektně sedí s hudbou a my jen zjišťujeme, že zde započala velmi výživná spolupráce. Ostatní muzikanti rovněž odvedli dobrou práci. Celkový dojem, a jak sám Tony řekl, je, že toto album je temné. To Strictly Inc. odlišuje od Still nebo Bankstatement, a proto ani nelze alba příliš srovnávat. Zatímco starší alba mají spíše pop/rockově střižené písně, Strictly Inc. zanechává mnohem zvláštnější dojem."
Bernd Zindler
"Na tomto albu zejména ohromují Tonyho výrazné a mnohovrstevnaté klávesy a jeho hudební talent hudbu přímo prozařuje. Naneštěstí je tato dominantní instrumentace zřídkakdy doprovázena zapamatovatelnými melodiemi a výrazný hlas Jacka Huese je často v rozporu s hudbou. Bez nápadu a občas těžko rozeznatelný. V několika skladbách (jako třeba Walls of Sound) tato spolupráce funguje na výbornou, ale to jen fanouškům připomene, jak vynikající by album tak talentovaných muzikantů mohlo být."
Steve McMullen